# Pointe de la Réchasse
La pointe de la Réchasse est un sommet situé dans le massif de la Vanoise, en Savoie.

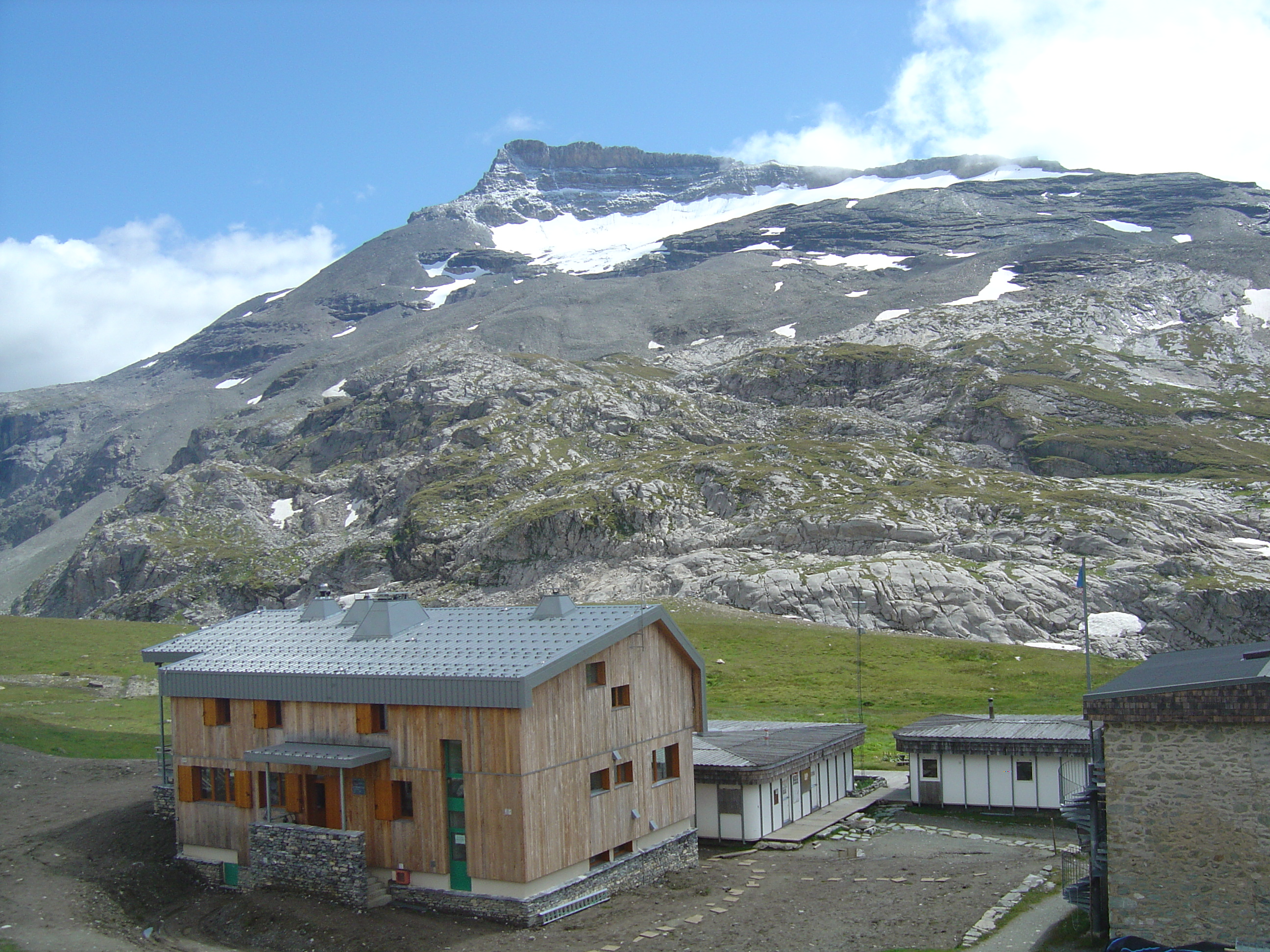
La pointe de la Réchasse dominant son glacier, le refuge et le col de la Vanoise au nord.
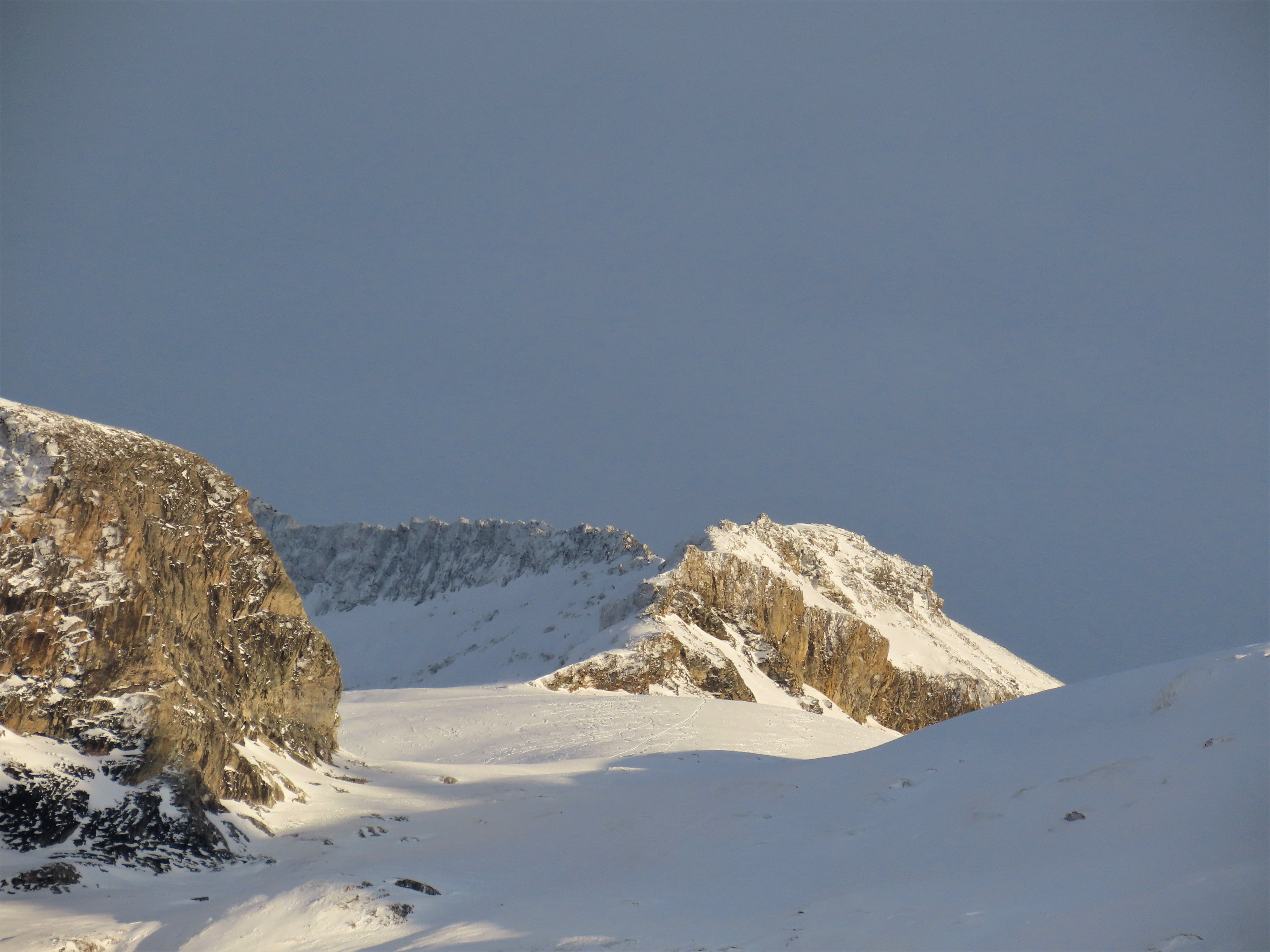
Vue hivernale de la pointe de la Réchasse depuis les hauteurs du mont Bochor au nord-ouest.
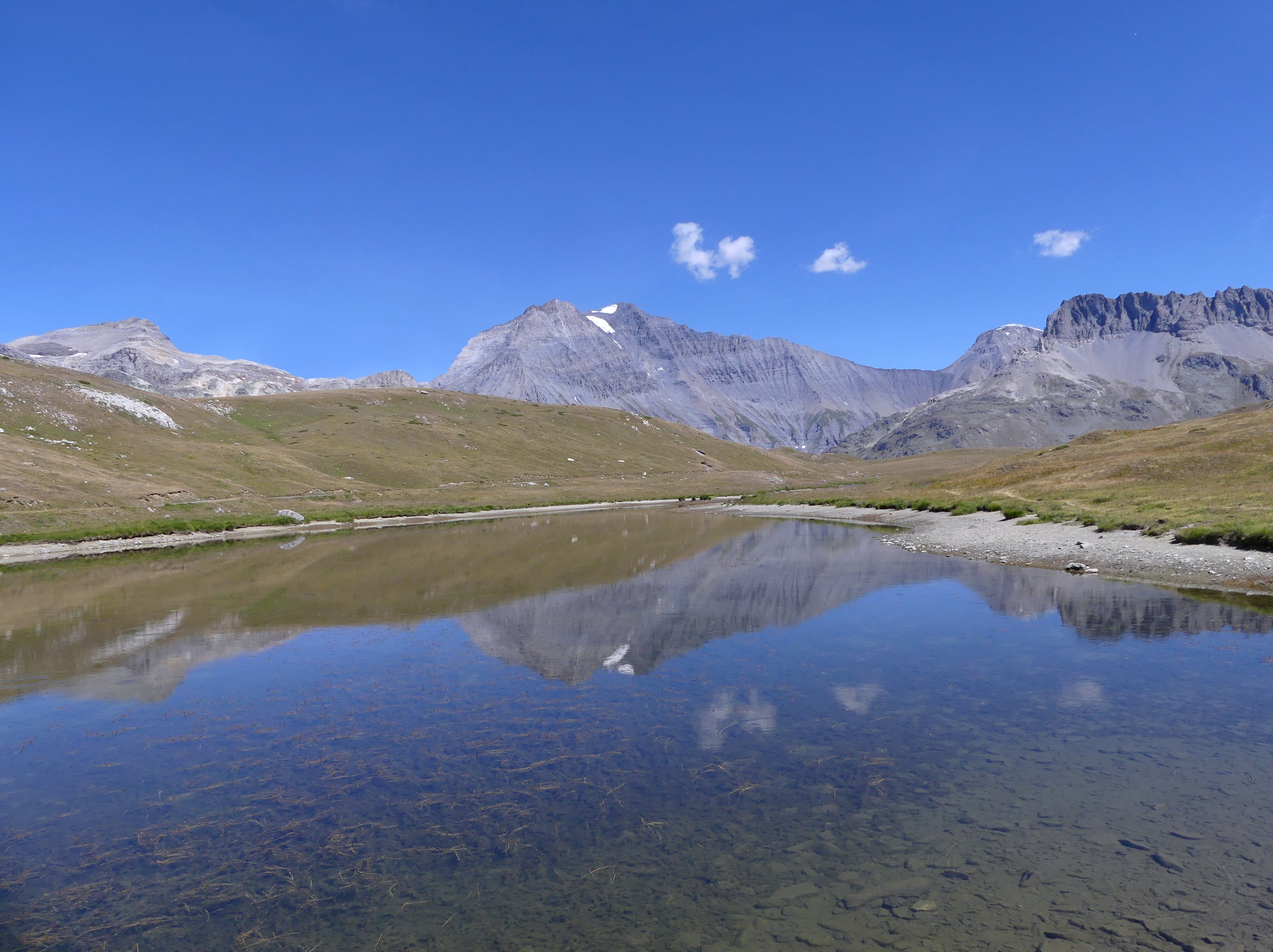
La pointe de la Réchasse depuis le Plan du Lac.